# 大阪府道21号八尾枚方線
大阪府道21号八尾枚方線 (おおさかふどう21ごう やおひらかたせん) は、大阪府八尾市から枚方市に至る府道 (主要地方道) である。

## 概要
国道170号 (大阪外環状線) とほぼ平行に走っている。国道170号線と比べると、平面交差が多く北行き (枚方方面) は大東市の赤井交差点 (大阪府道8号大阪生駒線交点) 、南行き (八尾方面) は、門真市巣本交差点 (国道163号交点) 、東大阪市の河内中野南交差点 (国道308号交点) を先頭に渋滞が頻発する。
また、八尾枚方線の多くの区間で、路線バス (近鉄八尾駅と萱島駅を結ぶ近鉄バス萱島線) が走っている。このため、停留所ごとにバスが止まり、同路線バス運行区間においては片側1車線で道も狭いため追い越しできないことから、バスの後ろに車が溜まってしまい、流れが悪くなる (逆にバスも当道路経由区間で2時間近くかかることも少なくない) 。これも、南北の移動に適さない理由になる。

### 路線データ
- 起点：大阪府八尾市宮町3丁目 (穴太交差点、大阪府道2号大阪中央環状線交点)
- 終点：大阪府枚方市伊加賀緑町 (枚方大橋南詰交差点、国道170号・大阪府道6号枚方亀岡線・大阪府道13号京都守口線交点)

## 歴史
- 1993年 (平成5年) 5月11日 - 建設省から、府道八尾枚方線が八尾枚方線として主要地方道に指定される[1]。

## 路線状況

### 重複区間
- 国道170号 (大阪府寝屋川市秦町・秦八丁交差点 - 美井元町・香里南口交差点)
- 大阪府道18号枚方交野寝屋川線 (寝屋川市秦町・秦八丁交差点 - 豊野交差点)
- 大阪府道148号木屋交野線 (寝屋川市香里本通町 地内)

### 通称
- 河内街道

## 地理

### 通過する自治体
- 八尾市
- 東大阪市
- 大東市
- 門真市
- 寝屋川市
- 枚方市

### 交差する道路
八尾市

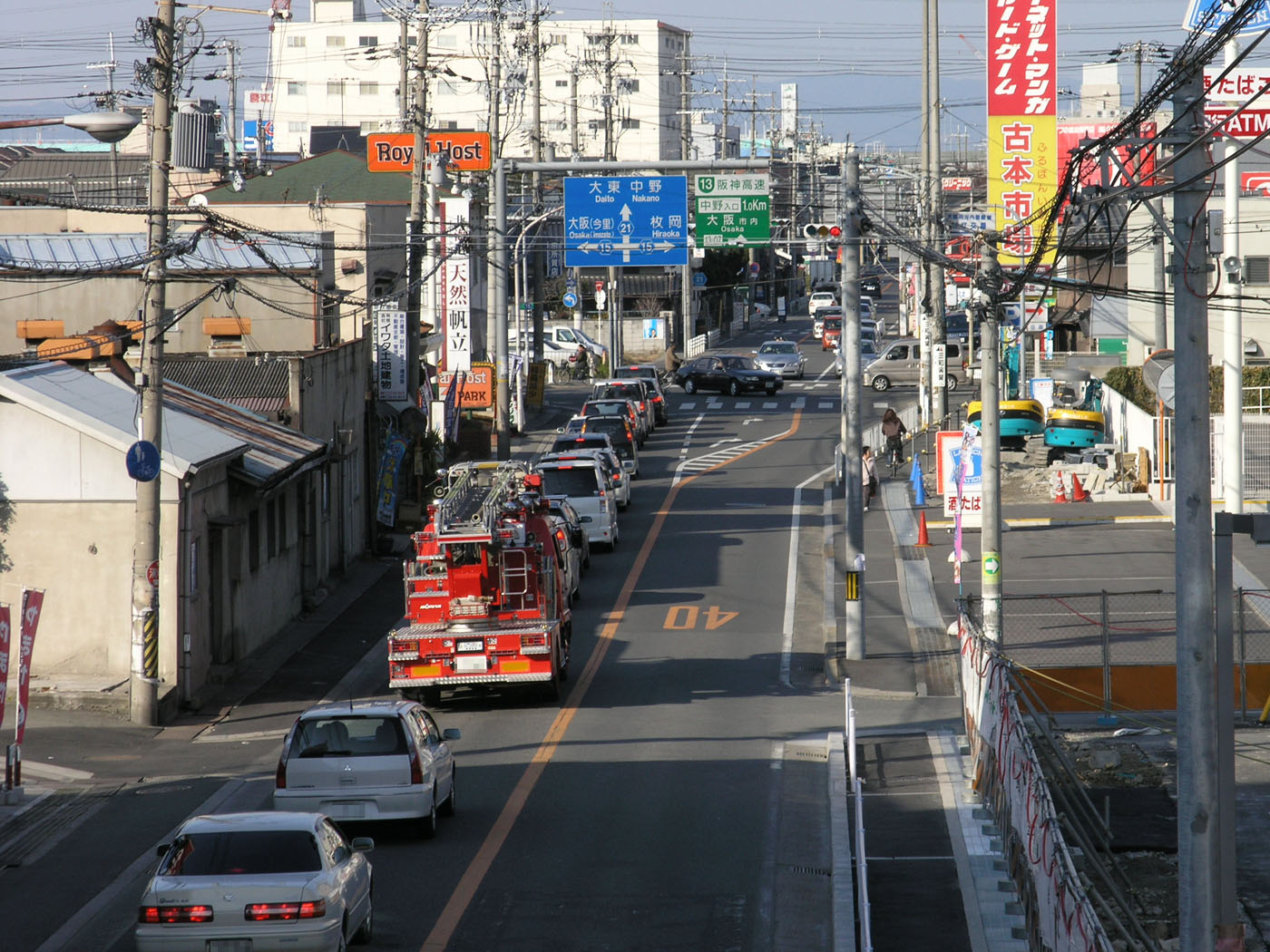
府道八尾枚方線 (東大阪市菱江東)

- 大阪府道2号大阪中央環状線(旧道)(八尾市宮町・穴太交差点、起点)
- 大阪府道174号八尾道明寺線 (八尾市楠根町・楠根町4丁目交差点)

東大阪市
- 大阪府道24号大阪東大阪線 (東大阪市若江南町・若江南交差点)
- 大阪府道15号八尾茨木線 (大阪府道702号大阪枚岡奈良線 重複)  (東大阪市菱江・菱江交差点)
- 国道308号 (東大阪市中野南・河内中野南交差点) ・阪神高速13号東大阪線 中野出入口
- 大阪府道168号石切大阪線 (東大阪市東鴻池町・楠見橋交差点)

大東市
- 大阪府道8号大阪生駒線 (大東市赤井・赤井交差点)

門真市
- 大阪府道161号深野南寺方大阪線 (門真市江端町・江端南 (旧御領) 交差点)
- 国道163号・大阪府道158号守口門真線 (門真市巣本町・巣本交差点)

寝屋川市

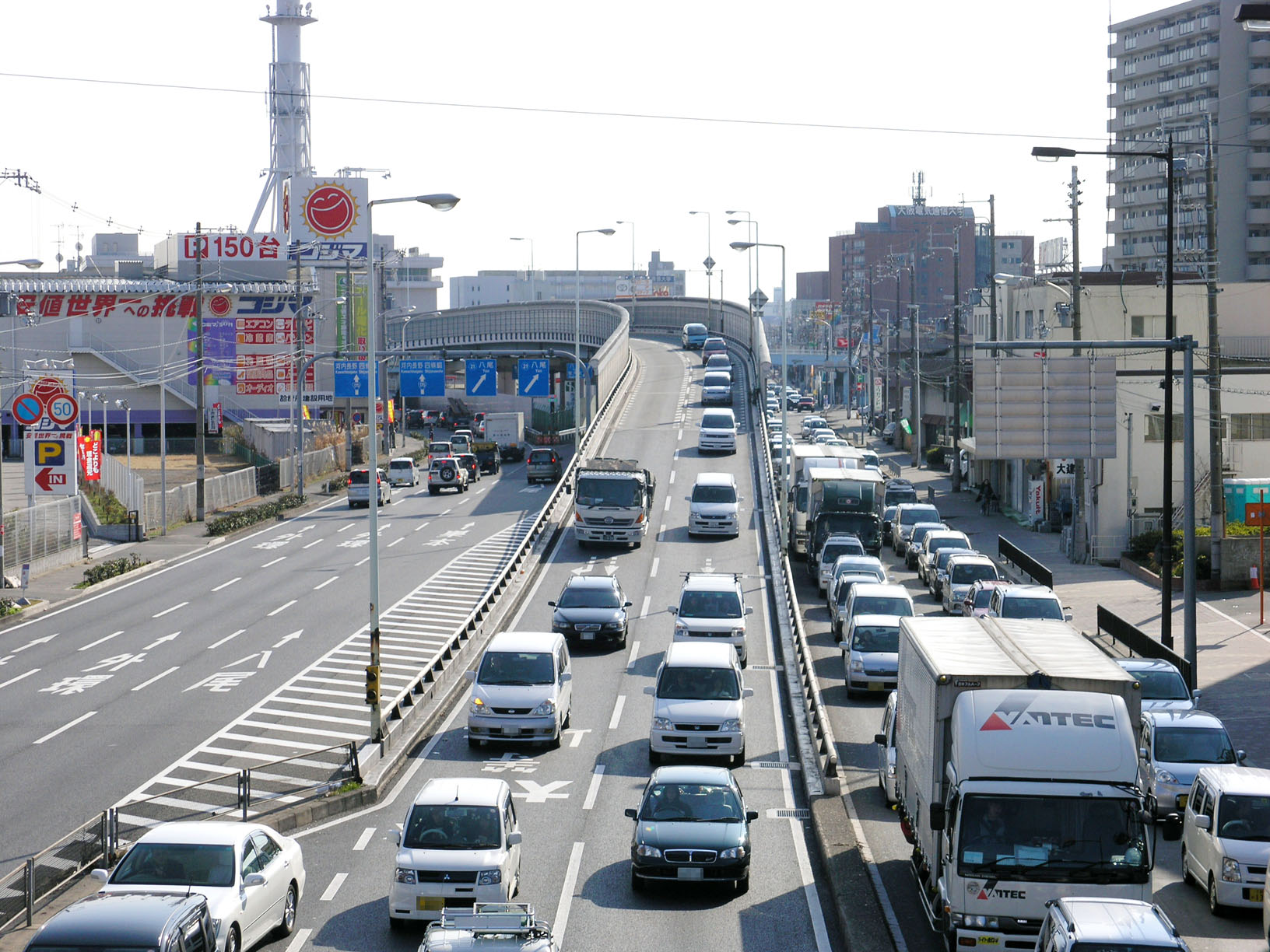
国道170号・八尾枚方線合流点付近 (寝屋川市本町)

- 大阪府道18号枚方交野寝屋川線 (寝屋川市昭栄町・昭栄町交差点)
- 国道170号 (寝屋川市秦町・秦八丁交差点)
- 大阪府道18号枚方交野寝屋川線 (寝屋川市秦町・豊野交差点)
- 国道170号 (寝屋川市美井元町・香里南口交差点)
- 大阪府道148号木屋交野線 (寝屋川市香里本通町)
- 大阪府道148号木屋交野線 (寝屋川市香里本通町)

枚方市
- 国道170号 (大阪府道6号枚方亀岡線 重複) ・大阪府道13号京都守口線 (枚方市伊加賀緑町・枚方大橋南詰交差点、終点)

### 沿線にある施設など
枚方市
- ひらかたパーク
- 京阪本線 光善寺駅
- 大阪市立高等学校

寝屋川市
- 関西医科大学付属香里病院
- 京阪本線 香里園駅
- フレスト香里園店
- 大阪公立大学工業高等専門学校
- 寝屋川警察署
- NTT西日本 京阪営業支店
- 寝屋川郵便局
- 大阪電気通信大学
- 国土交通省 近畿運輸局大阪運輸支局
- 株式会社エクセディ本社
- 寝屋川市立市民体育館
- 南寝屋川公園
- 第二京阪寝屋川南インターチェンジ
- スーパーセンタートライアル寝屋川大成店

門真市
- 門真市立四宮小学校
- 弁天池公園
- 株式会社三愛 自動車事業部

大東市
- 大東市立氷野小学校
- ポップタウン住道オペラパーク
- JR学研都市線 住道駅
- 大東市立住道中学校
- 大東市立住道南小学校
- 三洋電機 大東事業所(現在は取り壊されている)
- 朋来中央公園

東大阪市
- ザ・パック 大阪工場
- イオンタウン東大阪 (マックスバリュ東鴻池店)
- ラ・ムー東大阪店
- 菱江ショッピングプラザ (ライフ・コーナン)
- 河内警察署菱江交番
- 東大阪市消防本部
- 東大阪市消費生活センター
- 近鉄奈良線 若江岩田駅 - かつては陸橋で越えていたが、同線の高架工事により廃止されその後踏切が設けられていたものの、2014年秋に高架化が完了した。
- タツタ電線本社

八尾市
- コーナンPRO 八尾楠根店

## その他
八尾枚方線は起点である八尾市の穴太交差点から東大阪市内まで一直線に伸びているが、これは戦時中に設けられた大正飛行場 (現・八尾空港) の予備滑走路跡を府道に転用したためである。穴太交差点から南に200m程の近鉄大阪線のガードの手前にはこのことについて書かれた石碑がある。